# W-玻色子
W-玻色子（W-boson）是種向量玻色子，分 W+、W- 兩類，互為反粒子，是弱相互作用的中介：
{\displaystyle f_{\alpha }{\bar {f_{\beta }}}\leftrightarrow f_{\gamma }{\bar {f_{\delta }}}} （其中每邊總電荷Q=1，lepton數 Nl=0 ，baryon數 B=0 ）

因發現W-玻色子，諾貝爾物理學奬於1979年頒发给 阿卜杜勒·萨拉姆，1984年頒給Carlo Rubbia  。